# Florenz von Hennegau

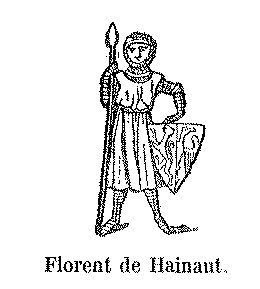
Darstellung Florenz’ von Hennegau nach einem Siegel, 1877

Florenz von Hennegau (* um 1255; † 23. Januar 1297) war Fürst von Achaia im Namen seiner Ehefrau Isabelle de Villehardouin von 1289 bis zu seinem Tod. Er war der jüngere Sohn von Johann von Avesnes, Graf von Hennegau, und Adelheid von Holland.
Er hatte die Statthalterschaft von Zeeland inne, bevor er nach Süditalien ging und dort in die Dienste des Königs Karl II. von Neapel trat, der ihn zum Konstabler des Königreichs Neapel machte. Am 16. September 1289 heiratete er Isabelle de Villehardouin, die Tochter von Wilhelm II. von Villehardouin, Fürst von Achaia und Morea, dessen Erbe das Haus Anjou geworden war. König Karl II. gab Achaia aufgrund der Ehe an Isabelle zurück mit der Maßgabe, dass sie, sollte sie Florenz überleben, sich nicht ohne Zustimmung Karls II. wiederverheiraten dürfe.
Florenz von Hennegau und Isabelle ließen sich in Achaia nieder, wo es ihm 1290 gelang, im Vertrag von Klarentza einen Frieden mit Byzanz zu schließen. Der Vertrag hielt bis 1293, als die Byzantiner Kalamata eroberten. 1296 ging auch die Burg von Agios Georgios in Arkadien verloren. Florenz belagerte die eroberte Burg, starb aber am 23. Januar 1297, bevor die Belagerung zum Ziel gekommen war.
Die Tochter von Isabelle und Florenz war Mathilde von Hennegau (* 1293; † 1331), Fürstin von Achaia und Morea, die vier Mal heiratete.